# Осовець (Замбровський повіт)
Осовець (пол. Osowiec) — село в Польщі, у гміні Замбрув Замбровського повіту Підляського воєводства.
Населення — 128 осіб (2011).
У 1975—1998 роках село належало до Ломжинського воєводства.

## Демографія
Демографічна структура станом на 31 березня 2011 року:
|          | Загалом | Допрацездатний вік | Працездатний вік | Постпрацездатний вік |
| -------- | ------- | ------------------ | ---------------- | -------------------- |
| Чоловіки | 74      | 22                 | 48               | 4                    |
| Жінки    | 54      | 12                 | 33               | 9                    |
| Разом    | 128     | 34                 | 81               | 13                   |